# Dorfkirche Alt Schönau

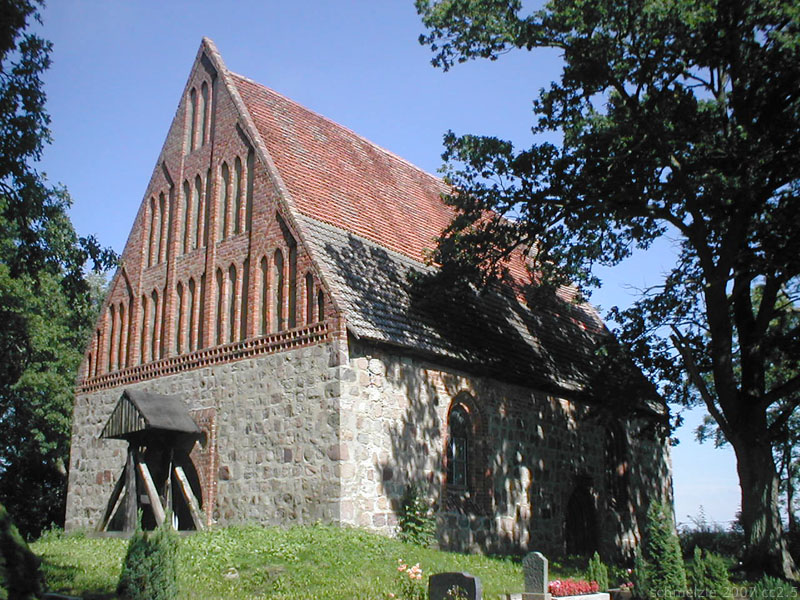
Dorfkirche in Alt Schönau

Die Dorfkirche in Alt Schönau, einem Ortsteil der Gemeinde Peenehagen im Landkreis Mecklenburgische Seenplatte in Mecklenburg-Vorpommern, stammt aus dem 14. Jahrhundert. Sie ist eine der Kirchen der Kirchengemeinde Groß Gievitz in der Propstei Rostock im Kirchenkreis Mecklenburg der Evangelisch-Lutherischen Kirche in Norddeutschland (Nordkirche).
Bei der Kirche handelt es sich um einen rechteckigen Feldsteinbau mit blendengegliederten Giebeln aus Backstein. Die Kirche war ursprünglich von einem Gewölbe überspannt. Die Kanzel der Kirche stammt aus der Zeit um 1700, im Kirchenschatz hat sich liturgisches Gerät aus Zinn aus dem 18. und 19. Jahrhundert erhalten.
Die Kirche hat weder Glockenturm noch Dachreiter, stattdessen befindet sich neben der Kirche ein freistehender Glockenstuhl mit einer 1852 bei Johann Carl Ludwig Illies in Waren gegossenen Glocke.